# Caracena
Caracena è un comune spagnolo di 27 abitanti situato nella comunità autonoma di Castiglia e León.